# Замятин, Владимир Дмитриевич
Владимир Дмитриевич Замя́тин (1915—1952) — русский советский поэт и журналист, корреспондент. Лауреат Сталинской премии третьей степени (1952 — посмертно).

## Биография
Родился 1 (14) марта 1915 года в селе Бондари (ныне Тамбовская область) в семье ремесленника. В 1928 году окончил начальную школу, а в 1931 году — ФЗУ. В 1931—1933 годах работал на строительстве Московского метрополитена имени Л. М. Кагановича. В 1933—1937 годах учился в Литературном институте имени А. М. Горького. В 1938 году работал в газете «Пионерская правда». В годы Великой Отечественной войны В. Д. Замятин — офицер РККА, работник бригадной газеты «Боевой товарищ» и корреспондент армейских газет «За Родину», «Красноармеец». Член ВКП(б) с 1944 года.
Умер 9 января 1952 года. Похоронен в Москве на Ваганьковском кладбище, недалеко от могилы С. А. Есенина (участок № 17).

## Творчество
Литературной деятельностью занимается с 1934 года. Первая публикация стихов в сборнике молодых поэтов «Бодрость». Опубликовал книги стихов и песен «Любовь солдата» (1942), «Страда» (1948), «У нас в Рассветном» (1951), поэмы «Весна землеробов» (1947), «Зелёный заслон» (1950). В своём творчестве поэт обращается к деревенской теме, с любовью рассказывает о родном крае.

## Награды и премии
- Сталинская премия третьей степени (1952 — посмертно) — за поэму «Зелёный заслон» (1950)
- орден Красной Звезды (28.2.1945)